# Mengani
Mengani is een bestuurslaag in het regentschap Bangli van de provincie Bali, Indonesië. Mengani telt 920 inwoners (volkstelling 2010).